# Антониадис, Мариос
Мариос Антониадис (греч. Μάριος Αντωνιάδης, родился 14 мая 1990 в Никосии) — кипрский футболист, защитник клуба «Анортосис» и сборной Кипра.

## Биография

### Клубная карьера
Воспитанник академии клуба АПОЭЛ, дебютировал за основной состав клуба 10 мая 2008 в матче национального чемпионата против «Анортосиса». В Кубке Кипра сыграл четыре матча в том сезоне, ещё один матч провёл спустя два года. Второй матч в чемпионате сыграл только 7 мая 2011 против АЕК из Ларнаки, выйдя на замену.
В сезоне 2012/13 Антониадис сыграл шесть матчей и завоевал титул чемпиона страны в составе клуба АПОЭЛ. 12 декабря 2013 он дебютировал в Лиге Европы, сыграв 64 минуты против немецкого «Айнтрахта» из Франкфурта (это был последний матч группового этапа). 26 апреля 2014 в матче чемпионата Кипра против «Эрмиса» он забил свой первый гол, но АПОЭЛ проиграл 1:2. В сезоне 2013/14 Антониадис выиграл и чемпионат страны, и Кубок, и Суперкубок.
В Лиге чемпионов УЕФА 2014/15 Антониадис оформил свой дебют, сыграв пять матчей на групповом этапе. В том же сезоне он выиграл чемпионат и кубок страны.

### В сборной
Антониадис получил первый вызов 10 октября 2012 к матчам отбора на чемпионат мира против Словении и Норвегии, попал в заявку, но не выходил на поле. Дебютировал 14 ноября 2012 в товарищеском матче против Финляндии на арене ГСП (Кипр проиграл 0:3).

## Достижения
АПОЭЛ
- Чемпион Кипра (5): 2008/09, 2010/11, 2012/13, 2013/14, 2014/15
- Обладатель Кубка Кипра (3): 2007/08, 2013/14, 2014/15
- Обладатель Суперкубка Кипра (4): 2008, 2009, 2011, 2013